# Dornbirner Sparkasse
Die Dornbirner Sparkasse Bank AG ist eine Vorarlberger Regionalbank mit Sitz in Dornbirn, die als Allfinanzdienstleisterin gemeinsam mit ihren Vertriebstöchtern sämtliche Dienstleistungen rund ums Geld anbietet. Die Dornbirner Sparkasse Bank AG wurde 1867 als Gemeindesparkasse gegründet und ist damit das drittälteste noch bestehende Bankinstitut in Vorarlberg. Im Jahr 2002 wurde aus der Gemeindesparkasse eine Aktiengesellschaft. 74 % der Aktien hält der Hauptaktionär, seit 2019 die Privatstiftung Dornbirner Sparkasse, 26 % der Kernaktionär, die Stadt Dornbirn. Die Dornbirner Sparkasse verfügt über 15 Standorte im oberen Vorarlberger Rheintal und Wien und beschäftigt aktuell rund 350 Mitarbeiter.

## Geschichte
Auszug aus dem Dornbirner Gemeindeblatt vom 19. November 1911:
„Heute am Tage des heil. Martinus, unseres Stadtpatrones, übergeben wir dieses Haus dem Verkehre. Möge Gottes Segen über ihm walten, möge die Tugend der Sparsamkeit und des Fleißes, der wir dieses Haus verdanken, uns nie verlassen. Die kleinen Anleger haben die Dornbirner Sparkasse groß gemacht, der gleichen Volksschichte sollen auch die Mittel der Sparkasse in erster Linie dienen. An diesem Grundsatze wollen wir stets festhalten.“
Die Entstehungsgeschichte der Dornbirner Sparkasse reicht in das Jahr 1822 zurück, in dem das Landesgubernium von Tirol eine Empfehlung zur Gründung an alle ihm unterstellten Kreisämter aussandte. 1852 legte dann die Armenkommission dem Gemeindeausschuss erstmals die „Grundzüge zur Entwerfung einer Krankenversorgung und Sparkassen-Anstalt“ vor, die, wie auch die Vorlagen der Folgejahre abgelehnt wurden. Am 9. Jänner 1866 genehmigte dann die Statthalterei Dornbirn die Statuten. Die Dornbirner Sparkasse nahm am 2. November 1867 ihre Tätigkeit in den Räumen des Alten Rathaus auf. Aufgrund der Sparfreudigkeit der Dornbirner wurden weniger als 50 Jahre später die Amtsräumlichkeiten zu klein. Die Sparkasse übersiedelte ans andere Ende des Marktplatzes, auf den Sparkassenplatz 1 (vormals Bahnhofstraße 2), wo sie auch heute noch ihre Zentrale hat.

### Filialeröffnungen
- Mai 1922 Filiale Hohenems
- September 1926 Filiale Lustenau-Kirchplatz
- Mai 1970 Filiale Dornbirn-Rohrbach
- Juli 1970 Filiale Dornbirn-Schoren
- Juli 1971 Filiale Dornbirn-Hatlerdorf
- Juni 1974 Filiale Altach
- April 1977 Filiale Höchst
- April 1978 Filiale Dornbirn-Haselstauden
- November 1978 Filiale Dornbirn-Oberdorf
- März 1979 Filiale Schwarzach
- November 1979 Filiale Lustenau-Hasenfeld
- April 1983 Filiale Lustenau-Rheindorf
- Oktober 1984 Filiale Lauterach
- Dezember 1984 Filiale Riezlern (seit April 2016 wieder geschlossen)
- Oktober 1989 Filiale Wien I.
- 2003 Übernahme der Erste Bank-Filialen Dornbirn und Lustenau sowie des Kommerzcenters Vorarlberg

### Auszeichnungen und Zertifizierungen
- 2003 Dritter Gesamtplatz beim Sparkassen-Award von Erste Bank und Sparkassen
- 1992 „Sicherste Bank“ Österreichs (Wirtschaftsmagazin Trend)
- seit 2008 Ausgezeichneter Lehrbetrieb des Landes Vorarlberg
- seit 2009 Familienfreundlicher Betrieb Land Vorarlberg
- 2012 und 2015 Auszeichnung als „Bester Arbeitgeber Österreichs“ bei Great Place to Work
- seit 2012 durchgehend mit allen Standorten ÖKOPROFIT-zertifiziert
- 2013/2015 Gütesiegel Salvus in Silber – verliehen von der Vorarlberger Landesregierung
- 2015 Audit Gemeinwohl-Bilanz für das Geschäftsjahr 2013
- 2016 Audit Gemeinwohl-Bilanz für die Geschäftsjahre 2014/2015
- seit 2017 Gütesiegel Salvus in Gold – verliehen von der Vorarlberger Landesregierung
- 2019 Auszeichnung „Nachhaltiges Unternehmen 2020“ – verliehen von Milestones in Communication, Faktenkontor und IMWF Institut für Management- und Wirtschaftsforschung GmbH
- 2020 Dritter Gesamtplatz beim Sparkassen-Award von Erste Bank und Sparkassen
- 2020 Auszeichnung „Nachhaltiges Unternehmen 2021“ – verliehen von Milestones in Communication, Faktenkontor und IMWF Institut für Management- und Wirtschaftsforschung GmbH[2]
- 2020 erste ÖGUT-Zertifizierungen „Berater für nachhaltige Geldanlagen“[3]
- 2020 Audit Gemeinwohl-Bilanz für die Geschäftsjahre 2016/2017/2018
- 2021 Top-3-Arbeitgeber im MARKET-Quality Award Vorarlberg 2021 in der Kategorie Work-Life-Balance
- 2022 Audit Gemeinwohl-Bilanz für die Geschäftsjahre 2019/2020/2021

## Eigentümerstruktur und Haftung
Die Dornbirner Sparkasse wurde 2002 von einer Gemeindesparkasse in eine Aktiengesellschaft umgewandelt. Hauptaktionär ist seit 1. Januar 2019 die Privatstiftung Dornbirner Sparkasse (74 %), Kernaktionär die Stadt Dornbirn (26 %). Ebenfalls 2002 trat die Dornbirner Sparkasse dem Haftungsverbund von Erste Bank und Sparkassen bzw. 2007 dem Haftungsverbund Neu von Erste Bank und Sparkassen bei.

## spark7 – der Jugendclub von Erste Bank und Sparkassen
spark7 ist die Jugendmarke der Erste Bank und Sparkassen und eine Plattform für alle Jugendlichen Österreichs. Sie bietet Leistungen an wie z. B. ermäßigte Tickets oder eine Internet-Community, die speziell auf die Bedürfnisse der jungen Kunden ausgerichtet ist. Die Marke spark7 wurde 2001 gegründet. spark7-Kunden bekommen gebührenfrei eigens designte Kontokarten mit Maestro- und Quick- sowie weitere Funktionen, wie die Möglichkeit, ein Wertkartenhandy über das Internet aufzuladen. Auf Wunsch auch mit eBanking-Zugang. Im Vergleich zu den Kontokarten Erwachsener fallen keinerlei Gebühren für Überweisungen, Abhebungen oder ähnliche Vorgänge an.

## Gemeinnützige Projekte/Sponsoring
Die Dornbirner Sparkasse erfüllt seit jeher ihren Gründungsauftrag, nämlich die nachhaltige Förderung des Gemeinwohls der Region. Sie unterstützt deshalb kleinere und größere Vereine, Projekte und Initiativen in den Bereichen Sport, Kinder und Jugend, Kunst und Kultur sowie Soziales. Beispielhaft sind hier die unterschiedlichsten Laufinitiativen (seit 1996), der Jubiläumsfonds der Dornbirner Sparkasse (seit 1992), das Jugendsinfonieorchester Dornbirn (seit 1990), der Kunstraum Dornbirn und die inatura Dornbirn. Im Zuge ihres 150-Jahr-Jubiläums stiftete die Dornbirner Sparkassen im Jahr 2017 die neue Dornbirner Stadtbibliothek, die 2020 eröffnet werden konnte.

## Historisches Zentralgebäude
Für das 1910/11 erbaute, von den Architekten Braun & Lukesch geplante und von der Firma J. A. Fußenegger errichtete Gebäude wurde zumindest für die Grundmauern und das Erdgeschoß Quelltuff verwendet, wodurch die Fassade das markante Äußere erhielt. Während die in unmittelbarer Nachbarschaft in den gleichen Jahren errichteten Wohn- und Geschäftshäuser noch stark auf Jugendstil-Elemente zurückgreifen, setzte Braun auf die zu einem Bankgebäude passenden sachlichen Linien. Seit der feierlichen Einweihung am 11. November 1911 markiert der Bau am Sparkassenplatz den Übergang vom Dornbirner Marktplatz in die Bahnhofstraße.
1948 bis 1953 erfuhr das Gebäude seinen ersten Umbau. Unter der Leitung des Architekten Hugo Wank wurden der Eingang verlegt und der Schalter erweitert. Seitdem ziert auch eine Plastik aus Muschelkalk des Innsbruckers Hans Bruckgschwenter den Haupteingang. Für Bruckgschwenter, Gewinner des eigens ausgeschriebenen Bildhauerwettbewerbs, sollte der „junge, kräftige Mann mit dem Aktenbündel den gesunden, regen Geschäftsverkehr der Sparkasse darstellen. Das herauswachsende Korn mit den schweren Ähren, symbolisiert das bodenständige Unternehmen, das für das ganze Land reiche Früchte bringt.“ Am Sockel befindet sich das Wappen der Stadt Dornbirn
Zwischen 1993 und 1995 sanierten die Architekten Much Untertrifaller Senior und Junior den Altbau und adaptierten den Erweiterungsbau entlang der Schulgasse. Mit dem Zubau Richtung Bahnhofstraße im Jahre 2003 durch Architekt Wolfgang Ritsch erhielt der Gebäudekomplex der Dornbirner Sparkasse sein heutiges Aussehen.